# Kjell Carlström
Kjell Carlström (Porvoo, 18 de octubre de 1976) es un ciclista finlandés.
Fue profesional a partir de 2002 cuando debutó en el Amore & Vita-Beretta. Luego pasó al Liquigas (2005) y las temporadas 2010 y 2011 corrió para el equipo Sky Procycling. Fue campeón de campeón de Finlandia en ruta en 2000, 2004, 2009 y 2011. También ganó una etapa de la París-Niza en 2008. Terminó segundo en la octava etapa del Tour de Francia 2006 disputada entre Saint-Méen-le-Grand y Lorient solo superado por Sylvain Calzati.
Desde 2013 fue director deportivo del nuevo equipo suizo IAM Cycling. Tras la desaparición de este equipo en 2016, ejerció para el conjunto Cycling Academy Team a partir de la temporada 2017.

## Palmarés
| 1997 - 2.º en el Campeonato de Finlandia en Ruta 1998 - 2.º en el Campeonato de Finlandia en Ruta 1999 - Vuelta a Serbia, más 1 etapa 2000 - Campeonato de Finlandia en Ruta 2002 - 3.º en el Campeonato de Finlandia en Ruta 2003 - 1 etapa del Tour de Queensland - 2.º en el Campeonato de Finlandia en Ruta - 3.º en el Campeonato de Finlandia Contrarreloj 2004 - Campeonato de Finlandia en Ruta - Uniqa Classic, más 1 etapa | 2005 - 1 etapa de la Uniqa Classic 2007 - 2.º en el Campeonato de Finlandia en Ruta 2008 - 1 etapa de la París-Niza - 2.º en el Campeonato de Finlandia en Ruta 2009 - Campeonato de Finlandia en Ruta 2010 - 2.º en el Campeonato de Finlandia en Ruta 2011 - Campeonato de Finlandia en Ruta |

## Resultados en Grandes Vueltas y Campeonatos del Mundo
| Carrera         | Carrera         | 2002 | 2003 | 2004 | 2005  | 2006  | 2007 | 2008  | 2009 | 2010 | 2011  |
| --------------- | --------------- | ---- | ---- | ---- | ----- | ----- | ---- | ----- | ---- | ---- | ----- |
|                 | Giro de Italia  | —    | —    | —    | —     | —     | —    | 123.º | 62.º | —    | 133.º |
|                 | Tour de Francia | —    | —    | —    | 141.º | 130.º | 76.º | —     | —    | —    | —     |
|                 | Vuelta a España | —    | —    | —    | —     | 120.º | —    | —     | 91.º | Ab.  | —     |
| Mundial en Ruta | Mundial en Ruta | —    | —    | Ab.  | —     | 84.º  | —    | 61.º  | —    | —    | —     |

—: no participa

Ab.: abandono